# Tjockö

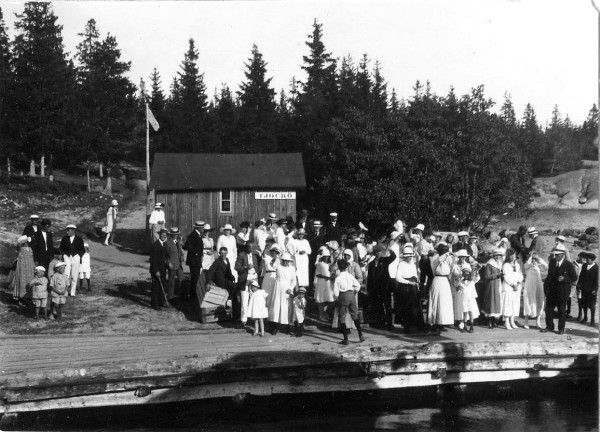
Tjockö ångbåtsbrygga, 1906.

Tjockö är en 5 km lång och 2 km bred ö i Norrtälje kommun i Stockholms norra skärgård. Ön har fast befolkning och ett stort antal fritidsboende på sommarhalvåret. På Tjockö finns en affär och krog med restaurangverksamhet.

## Historia
Bofast befolkning nämns första gången på 1550-talet och vid slutet av 1500-talet fanns sex bofasta bondefiskare med familjer. Jorden dög för småskaligt jordbruk men kompletterades ofta med fiske samt ejder- och säljakt. Även flera lotsar, fyrvaktare och skeppare fanns bland öborna och på Rovholmen, som är förbunden med Tjockö via en träbro, låg tidigare ett varv där flera skonare byggts. Dock hade Tjockö länge dåligt rykte då tjocköborna i forna tider ledde fartyg att stranda på grunt vatten genom att tända eldar och lyktor på öns norra sida. Sedan fartygen strandats slogs de skeppsbrutna ihjäl och vraken plundrades. Det är denna verksamhet som har gett namn åt Rovholmen på öns norra sida. Några tjocköbor började även mycket lönsamt smuggla sprit från Baltikum.
I likhet med många andra öar ansattes Tjockö av ryssarna 1719 i de så kallade "rysshärjningarna"  Även om inte Tjockö var huvudmålet så brände ryssarna ön när de lämnade skärgården.
Störst befolkning hade ön på 1800-talet och 1840 bodde här 167 personer. Vid laga skifte 1859 ändrades ägandestrukturen på Tjockö och närliggande öar. Tidigare bodde alla på huvudön Tjockö och marken brukades gemensamt, men de boende hade olika ägarandelar. Vid skiftet fördelades marken ut efter de olika familjernas andelar och tre familjer flyttades till Fejan och ett hemman utlokaliserades till Stockholmen, nordost om Tjockö. Till skillnad från andra skärgårdssamhällen skiftades också ytterskärgården ut på de olika hemmanen och därför ägs dessa skär individuellt av hemmansägarna på Tjockö.
Fram till 1960-talet var ön en centralort i Söderarm-Tjockö skärgård med diversehandel, bibliotek, bensinstation samt en skola som samlade barn från öarna runt ikring.  

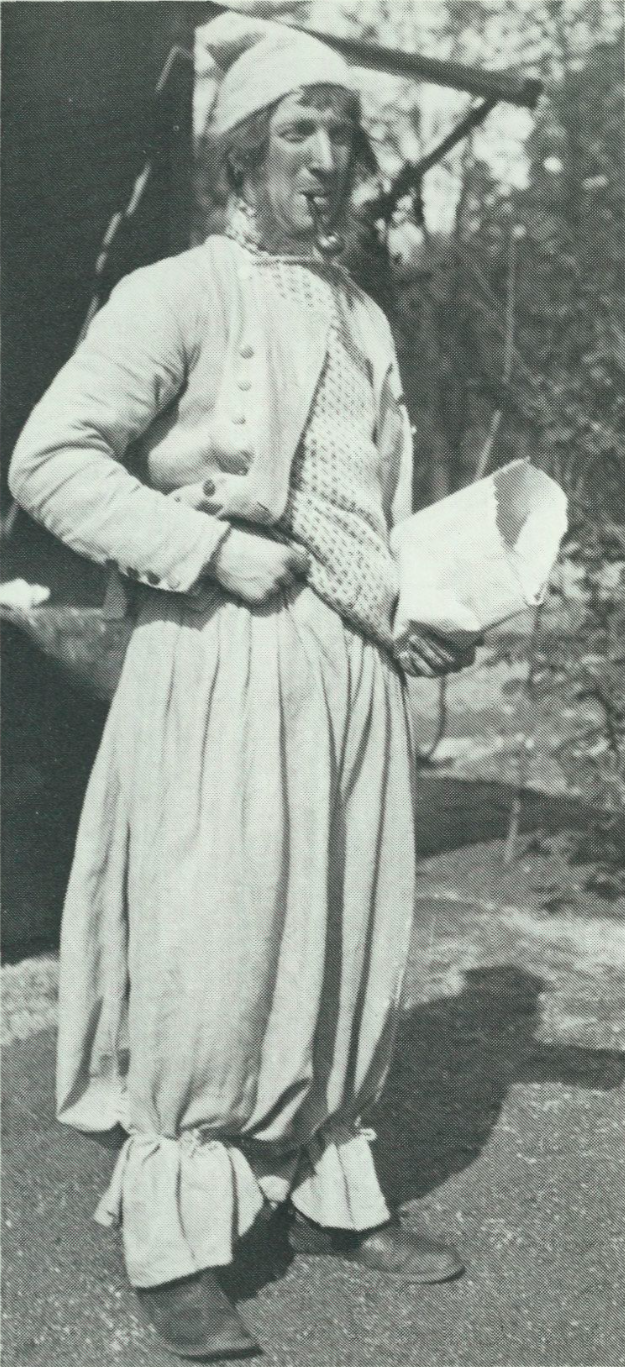
Tjocködräkten.

## Tjocködräkten
Tjockö folkdräkt är, vid sidan av Häverödräkten, den enda verkligt särpräglade folkdräkten från Uppland och skiljer sig markant från andra klassiska folkdräkter. Dräkten har inte varit i bruk sedan 1800-talets mitt men användes då av äldre fiskargubbar. Dräkten består av stora vida byxor i grov linnelärft samt s.k. islandströja och vit nålad toppluva. Ett klassisk citat från Alexis Engdahl lyder: 
| ” | Tjockögubbarna lära förty hava varit särdeles vidunderliga ibland annat folk, smutsgrå som de voro från topp till tå. De hava mer än människor liknat sälar. | „ |

## Geografi
Ön ligger en sjömil öster om Rådmansö där de norra och östra farlederna möts. Närmaste fastland är Räfsnäs hamn men även den kända hamnen Kapellskär ligger nära.
Tjockö by ligger vid öns smalaste del där Norr- och Söderviken möts och skyddade hamnar finns i både norr och söder. Huvudvägen är en grusväg som går från ångbåtsbryggan i väster till Östre på den östra sidan och är cirka fyra kilometer lång. Även mindre stigar löper över hela ön.
Västra och norra delarna på Tjockö täcks till största delen av berg och granskog, medan det i de östra och södra delarna mest växer lövskog. I de gamla beteshagarna har al, hassel, asp och ask på många håll invaderat även om vissa ängar fortfarande slås.

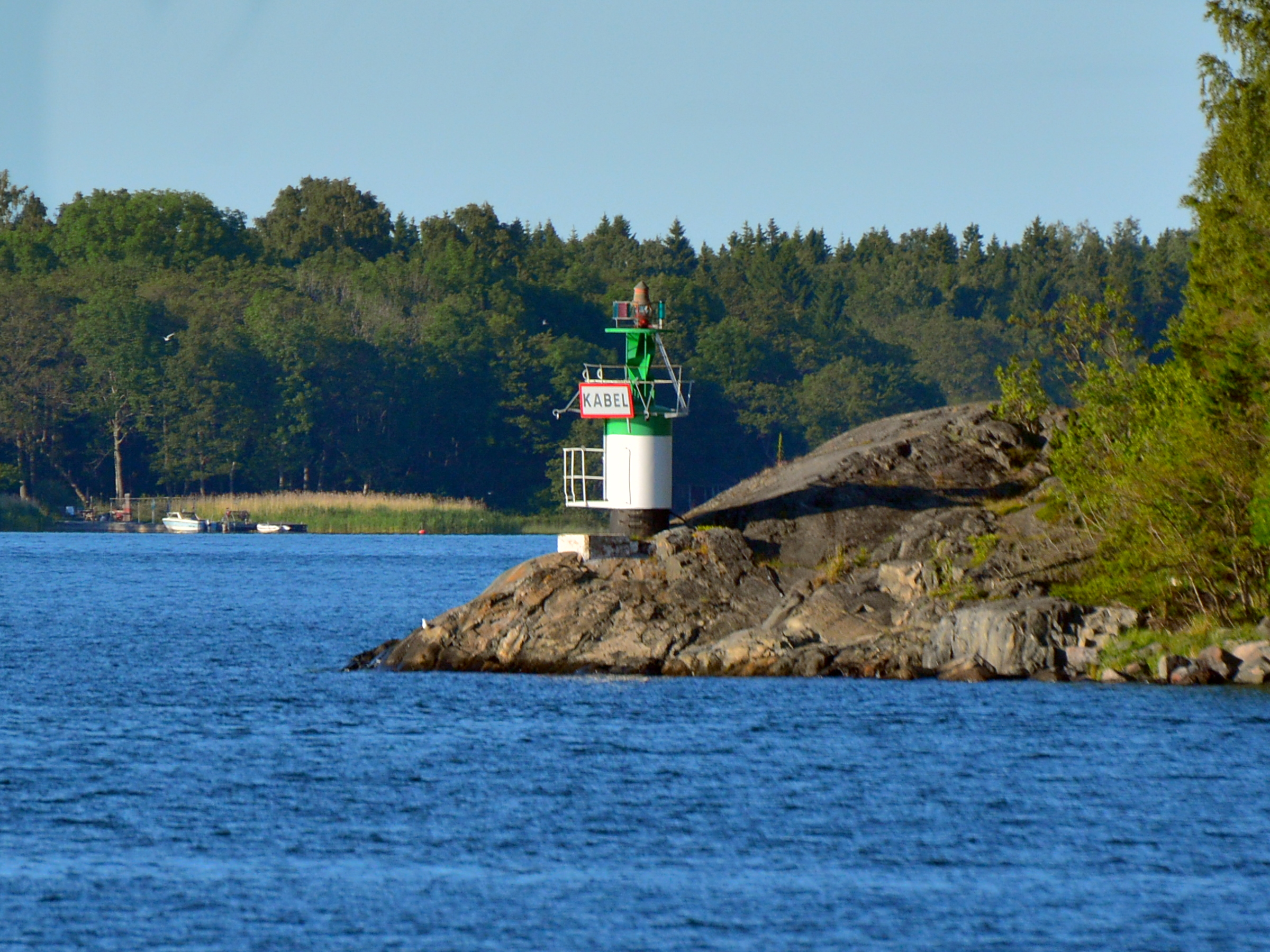
Tjockö fyr.

## Tjockö 2020
Tjockö hade 2020 ett femtiotal bosatta med det tiodubbla antalet sommargäster. På ön finns hästar och getter även om inget aktivt jordbruk pågår. Ett aktivt föreningsliv med flera ideella förening arbetade för en levande ö.
Ö-butiken var en skärgårdshandel med sammanhörande krog. Butiken startades av Tjockö Ekonomiska Förening efter att Tjockö Diversehandel stängde 1991. 2014 ombildades den ekonomiska föreningen till ett Aktiebolaget "Tjockö Butik och Krog AB" och ägarna är de tidigare medlemmarna i föreningen. Ökrogen har öppet ett par kvällar per vecka under sommaren och har pubkvällar ca en gång i månaden under vinterhalvåret.
Tjockö har även en bygård, tvättstuga, bastu och dusch tillgängliga för allmänheten.
Skärgårdscupen är ett populärt arrangemang mellan öarna i Tjockö skärgård. Den startade 1976 med en match mellan Räfsnäsborna och Tjocköborna men har vuxit till att inkludera flera öar och runt 700 personer. Öarna turas om att arrangera men matcherna hålls ofta på Tjockö fotbollsplan. Spelarna är både fastboende och sommargäster och varje lag måste inneha minst två tjejer och en över fyrtio år med max en aktiv fotbollsspelare. Lagen som deltar är Räfsnäs, Gräddö, Tyvö, Gisslingö, Enskär, Tjockö och Vätö.

## Kommunikation
Till och från Tjockö går det dagligen passbåtar Waxholmsbolagets regi. Båtarna angör både Ångbåtsbryggan och Rovholmen och under sommarsäsong ökar färjetrafiken med flera avgångar från Räfsnäs. Det går även att åka från strömkajen i Stockholm via båtbyte på Fejan. Tjockö är en bilfri ö men många kör fyrhjuling eller golfbil på öns grusväg.

## Tjockö i kulturen
Under andra världskriget låg författaren Ivar Lo-Johansson inkallad på Tjockö. I sina böcker Soldaten och Frihet skildrar han beredskapstiden på Tjockö. Konstnären John Bauer vistades under en tid på Tjockö och målade här ett av sina mest kända verk, Sagoprinsessan. En annan konstnär som har bott på Tjockö är Jenny Nyström, vars hus vid Vadviken ännu finns kvar om än ombyggt.